# إذاعة أم البواقي
إذاعة أم البواقي هي إذاعة محلية بولاية أم البواقي الجزائرية تبث برامجها باللغة العربية على موجة أف أم 95.60.
و هي اذاعة تقع في المدينة الجديدة ماكوماداس.

## وصلات خارجية
- قائمة الإذاعات المحلية بالجزائر
- الموقع الرسمي لإذاعة أم البواقي
- شبكة الإذاعات الجهوية

قالب:إذاعات جزائرية